# لويد بيشوب
لويد بيشوب (بالإنجليزية: Lloyd Bishop)‏ هو لاعب كرة قاعدة أمريكي، ولد في 25 أبريل 1890 في كونواي سبرينغز في الولايات المتحدة، وتوفي في 18 يونيو 1968 في ويتشيتا في الولايات المتحدة.

## وصلات خارجية
- لويد بيشوب على موقعبيزبول رفرنس.كوم (الدوري الرئيسي) (الإنجليزية)